# Callitriche truncata
Callitriche truncata là một loài thực vật có hoa trong họ Mã đề. Loài này được Guss. mô tả khoa học đầu tiên năm 1826.